# Antonie van Leeuwenhoek
Antonie Philips van Leeuwenhoek (Delft, 24 d'octubre de 1632 - 26 d'agost de 1723), fou un comerciant, topògraf, vidrier i microbiòleg neerlandès conegut com a pare de la microbiologia i inventor del microscopi, i per ser el primer a observar al microscopi diverses espècies de microorganismes i cèl·lules amb lents que ell mateix va construir. Entre altres, va observar fibres musculars, protozous, bacteris, espermatozoides i glòbuls vermells. La seva obra es donà a conèixer per primera vegada l'any 1673 a Philosophical Transactions, la revista de la Royal Society, a la qual pogué accedir gràcies a la intercessió del metge i anatomista Regnier de Graaf. És enterrat a l'església vella de Delft.
Va ser la primera persona en observar Giardia lamblia.

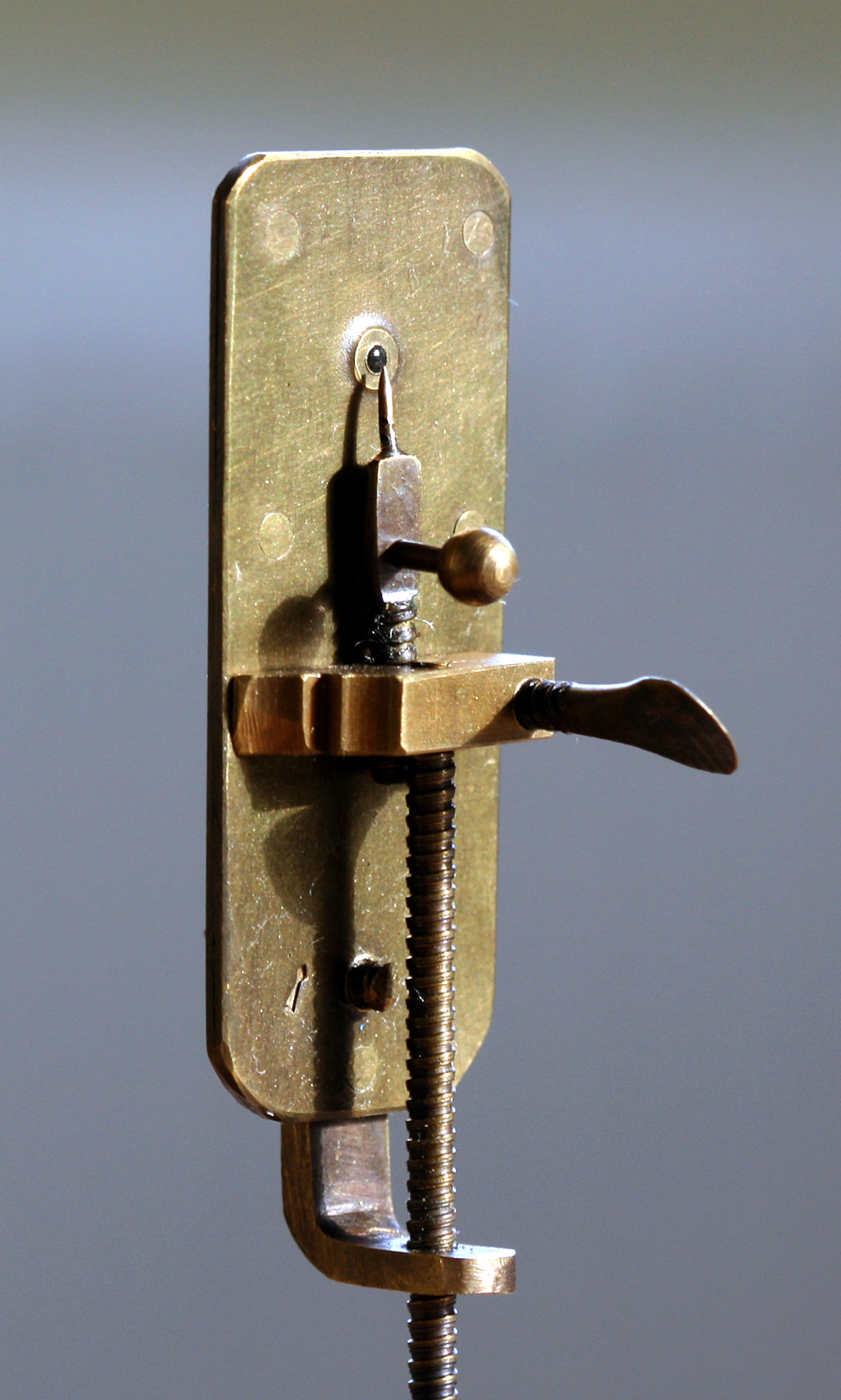
Imatge d'un microscopi desenvolupat per Leeuwenhoek

## Primers anys de vida i carrera

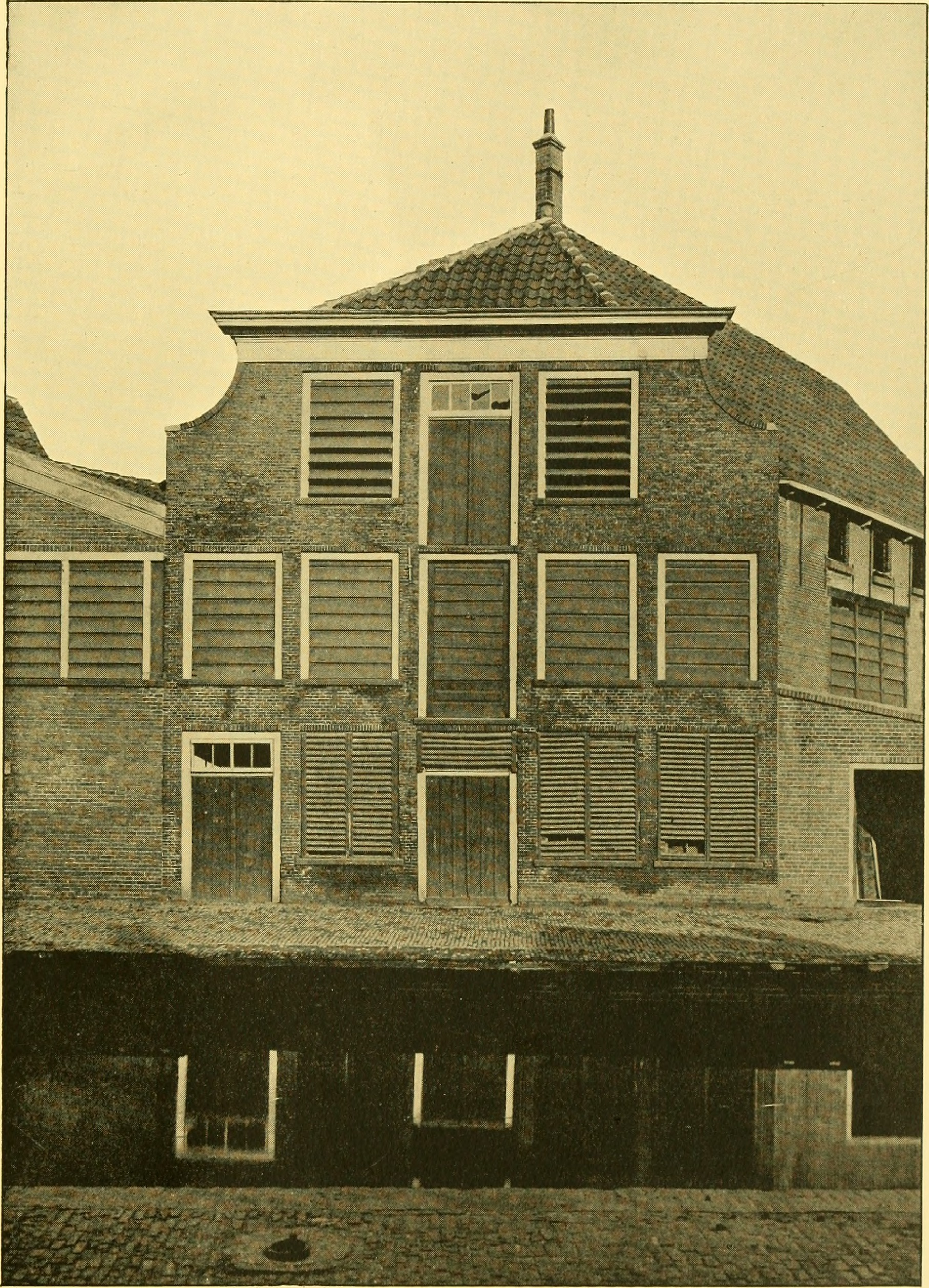
La casa natal de Van Leeuwenhoek a Oosteinde, abans de ser enderrocada el 1926.

Antonie van Leeuwenhoek va néixer a Delft, República Holandesa, el 24 d'octubre de 1632. El 4 de novembre va ser batejat com Thonis. El seu pare, Philips Antonisz van Leeuwenhoek, era un cisteller que va morir quan Antonie només tenia cinc anys. La seva mare, Margaretha (Bel van den Berch), provenia d'una família de cervesers benestants. Es va tornar a casar amb Jacob Jansz Molijn, un pintor i la família es va traslladar a Warmond cap al 1640. Antonie tenia quatre germanes grans: Margriet, Geertruyt, Neeltje i Catharina. Quan tenia uns deu anys va morir el seu padrastre. El van enviar a viure a Benthuizen amb el seu oncle, un advocat. Als 16 anys es va convertir en aprenent de comptable (caixer) en una botiga de roba de roba a Warmoesstraat a Amsterdam, que era propietat de William Davidson. Van Leeuwenhoek se'n va anar després de sis anys.
El juliol de 1654 Van Leeuwenhoek es va casar amb Barbara de Mey a Delft, amb qui va tenir una filla supervivent, Maria (altres quatre fills van morir en la infància). Viurà i estudiaria la resta de la seva vida a Hypolytusbuurt en una casa que va comprar el 1655. Va obrir una botiga de roba, venent llençols, fils i cintes a modistes i sastres. El seu estatus a Delft va créixer al llarg dels anys. El 1660 va rebre un treball lucratiu com a camarlenc dels xèrifs a l'ajuntament, càrrec que ocuparia durant gairebé 40 anys. Les seves funcions incloïen el manteniment del local, la calefacció, la neteja, l'obertura de reunions, l'execució de tasques per als reunits i mantenir el silenci sobre tots els assumptes que s'hi tractaven.
El 1669 va ser nomenat agrimensor per la cort d’Holanda; en algun moment el va compaginar amb una altra feina municipal, sent l'oficial calibredor de Delft i encarregat de la importació i la fiscalitat del vi de la ciutat. La seva dona havia mort el 1666, i el 1671, Van Leeuwenhoek es va tornar a casar amb Cornelia Swalmius amb qui no va tenir fills.

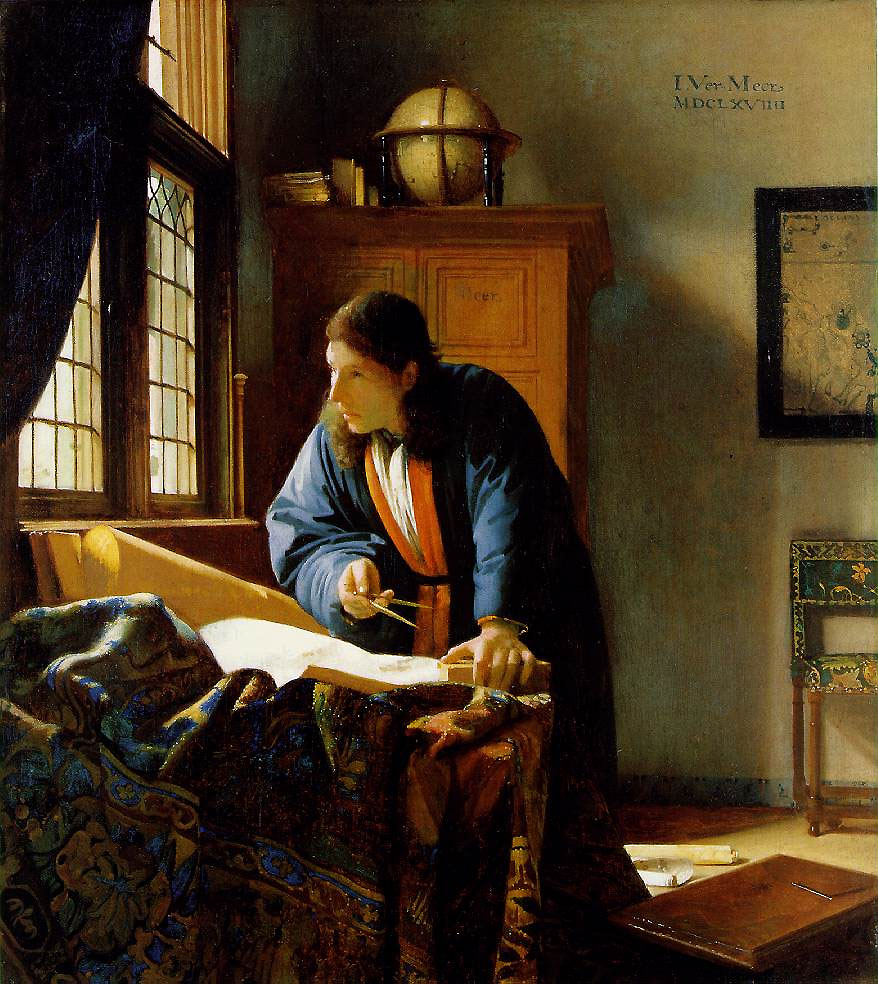
El geògraf de Johannes Vermeer

Van Leeuwenhoek va ser contemporani d'un altre famós ciutadà de Delft, el pintor Johannes Vermeer, que va ser batejat només quatre dies abans. S'ha suggerit que és l'home retratat en dues pintures de Vermeer de finals de la dècada de 1660, L'astrònom i El geògraf, però altres argumenten que sembla que hi ha poca similitud física. Com que tots dos eren homes relativament importants en una ciutat de només 24.000 habitants, que vivien tots dos a prop del mercat principal, és probable que es coneguessin. Van Leeuwenhoek va actuar com a executor del testament de Vermeer quan el pintor va morir el 1675.
La religió de Van Leeuwenhoek era holandesa reformada i calvinista. Com Jan Swammerdam, sovint es referia amb reverència a les meravelles que Déu va dissenyar per fer grans i petites criatures, i creia que els seus descobriments eren només una prova més de la meravella de la creació.

## Estudi del microscopi

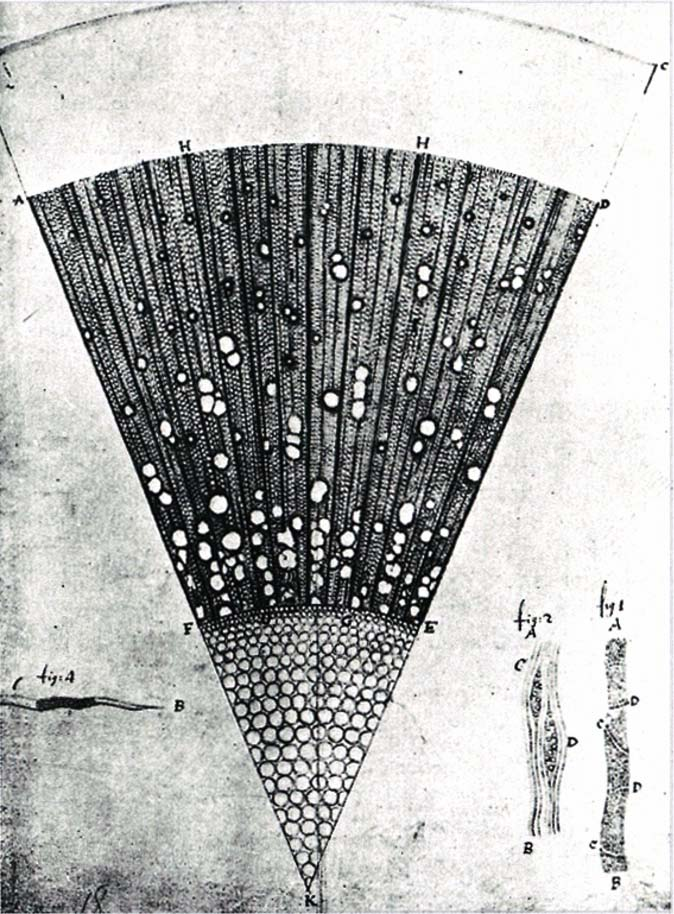
Una secció microscòpica de fusta d'un freixe (Fraxinus) d'un any, dibuix realitzat per Van Leeuwenhoek

Mentre dirigia la seva botiga de roba, Van Leeuwenhoek volia veure la qualitat del fil millor del que era possible amb les lents d'augment de l'època. Va desenvolupar un interès per la fabricació de lents, encara que hi ha pocs registres de la seva activitat inicial. En col·locar el mig d'una petita vareta de vidre de soda calç a una flama calenta, es pot separar la secció calenta per crear dos bigotis llargs de vidre. A continuació, tornant a inserir l'extrem d'un bigoti a la flama, es crea una lent de vidre molt petita i d'alta qualitat. De manera significativa, un estudi de tomografia de neutrons del maig de 2021 d'un microscopi Leeuwenhoek d'alta ampliació va capturar imatges de la tija de vidre curta característica d'aquest mètode de creació de lents. Per a augments més baixos també va fer lents de terra. Per ajudar a mantenir la confidencialitat dels seus mètodes, sembla que va animar intencionadament els altres a pensar que la mòlta era el seu principal o únic mètode de construcció de lents.

### Reconeixement per la Royal Society
Després de desenvolupar el seu mètode per crear lents potents i aplicar-les a l'estudi del món microscòpic, Van Leeuwenhoek va presentar el seu treball al seu amic, el destacat metge holandès Reinier de Graaf. Quan la Royal Society de Londres va publicar el treball innovador d'un fabricant de lents italià a la seva revista Philosophical Transactions of the Royal Society, de Graaf va escriure a l'editor de la revista, Henry Oldenburg, amb una aprovació contundent dels microscopis de Van Leeuwenhoek que, segons va afirmar, «superen amb escreix els que hem vist fins ara». En resposta, el 1673 la societat va publicar una carta de Van Leeuwenhoek que incloïa les seves observacions microscòpiques sobre floridura, abelles i polls. Llavors, el 1674, Van Leeuwenhoek va fer el seu descobriment més significatiu. Partint del supòsit que la vida i la motilitat són similars, va determinar que els objectes en moviment observats sota el seu microscopi eren petits animals. Més tard va anotar les seves observacions al seu diari.

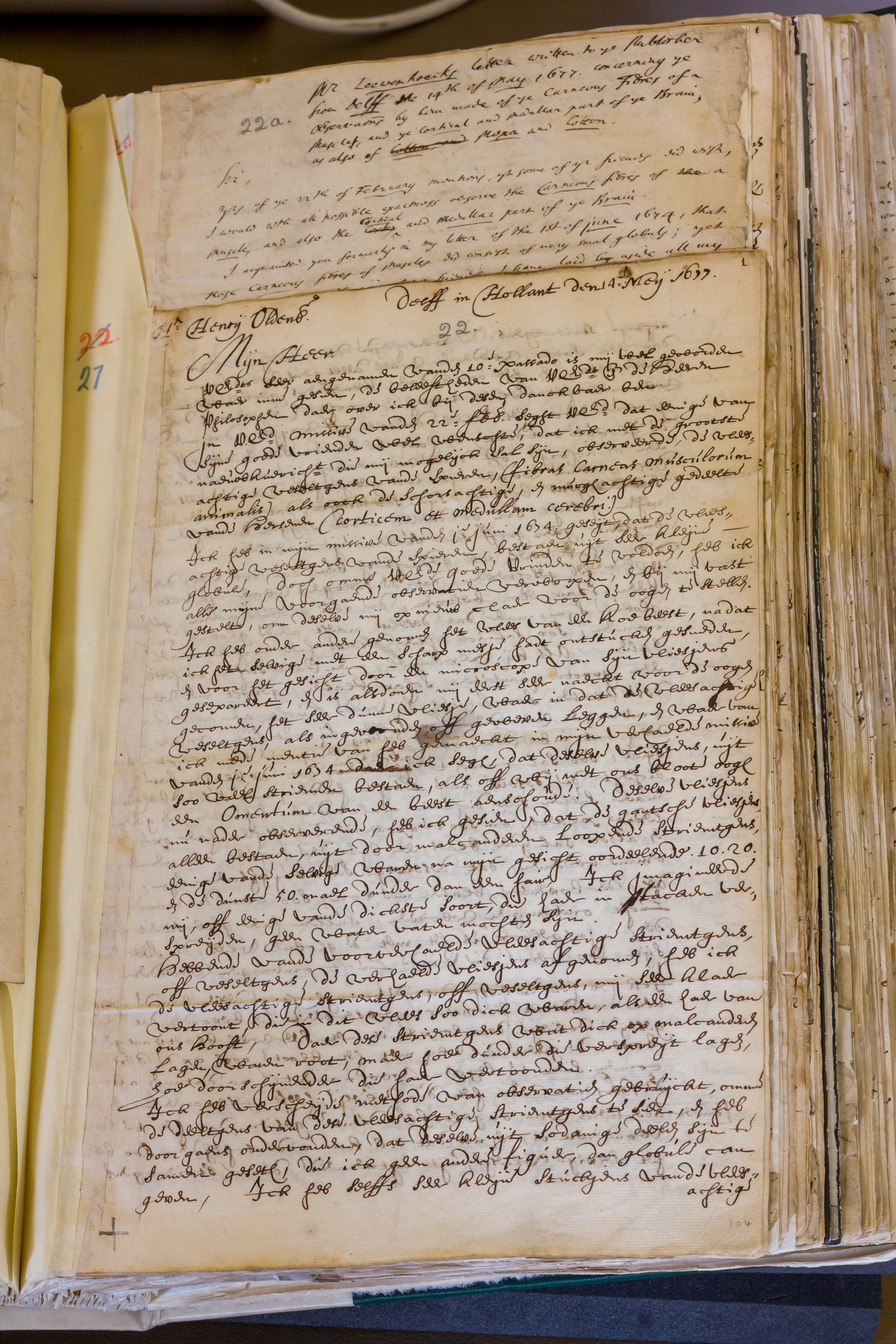
Una carta de 1677 de Van Leeuwenhoek a Oldenburg, amb la traducció a l'anglès d'aquest últim darrere. La correspondència completa roman a la Royal Society Library de Londres.

El treball de Van Leeuwenhoek va captar plenament l'atenció de la Royal Society, i va començar a correspondre regularment amb la societat pel que fa a les seves observacions. Al principi s'havia mostrat reticent a donar a conèixer les seves troballes, considerant-se un home de negocis amb poca formació científica, artística o escrita, però de Graaf el va instar a tenir més confiança en la seva feina. Quan Van Leeuwenhoek va morir el 1723, havia escrit unes 190 cartes a la Royal Society, detallant les seves troballes en una gran varietat de camps, centrades en el seu treball en microscòpia. Només va escriure cartes en el seu propi holandès col·loquial; mai va publicar un article científic adequat en llatí. Va preferir molt treballar sol, desconfiant de la sinceritat dels qui oferien la seva ajuda. Les cartes van ser traduïdes al llatí o a l'anglès per Henry Oldenburg, que havia après holandès per a aquest mateix propòsit. També va ser el primer a utilitzar la paraula animalcules per traduir les paraules holandeses que Leeuwenhoek utilitzava per descriure els microorganismes. Malgrat l'èxit inicial de la relació de Van Leeuwenhoek amb la Royal Society, aviat les relacions es van tensar molt. La seva credibilitat va ser qüestionada quan va enviar a la Royal Society una còpia de les seves primeres observacions d'organismes unicel·lulars microscòpics datades el 9 d'octubre de 1676. Anteriorment, l'existència d'organismes unicel·lulars era totalment desconeguda. Així, fins i tot amb la seva reputació establerta a la Royal Society com a observador fiable, les seves observacions de la vida microscòpica van ser inicialment rebuts amb cert escepticisme.

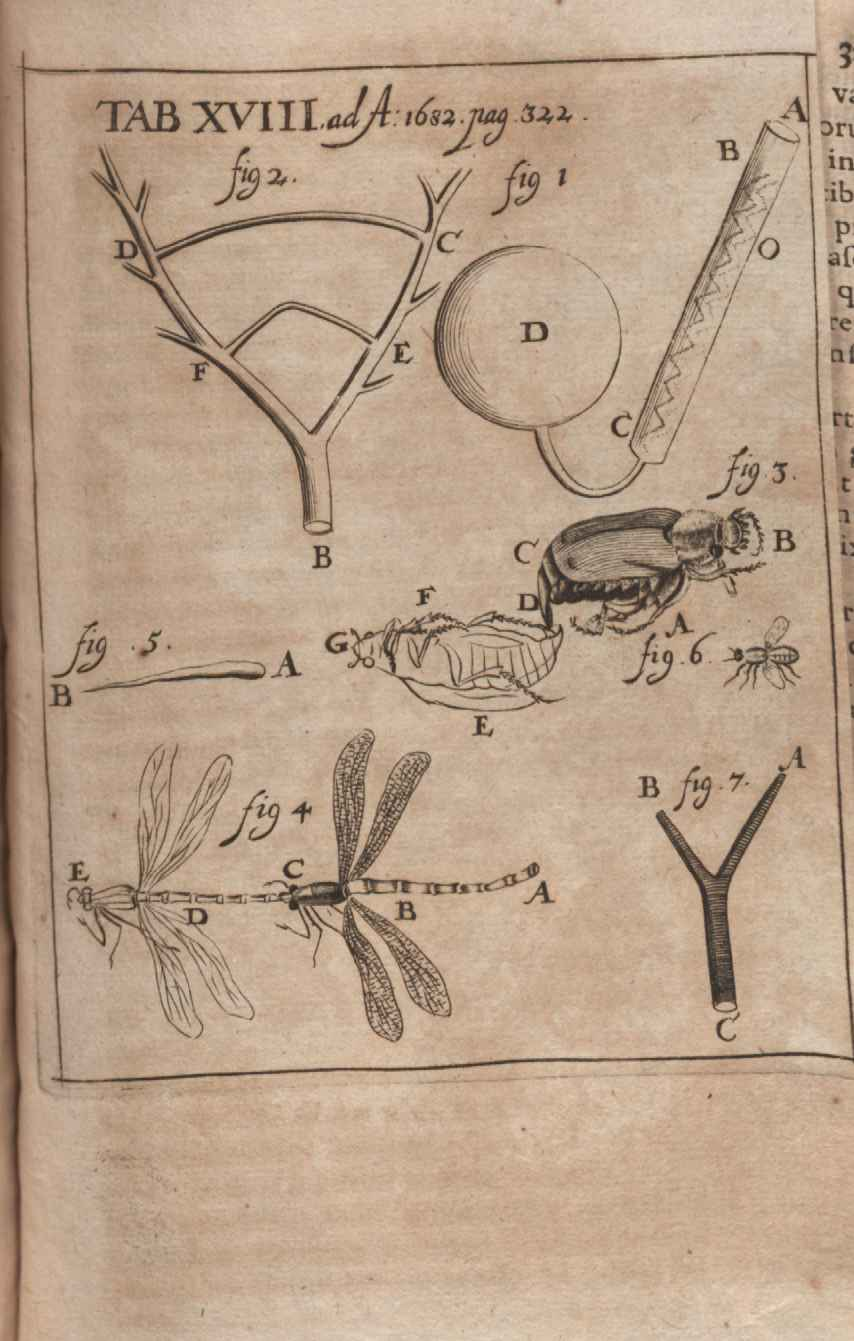
Il·lustració de la crítica a Observationes microscopicae Antonii Levvenhoeck... publicat a Acta Eruditorum, 1682

Finalment, davant la insistència de Van Leeuwenhoek, la Royal Society va organitzar Alexander Petrie, ministre de l'Església Reformada Anglesa de Delft; Benedict Haan, en aquell moment ministre luterà a Delft; i Henrik Cordes, aleshores ministre luterà a la Haia, acompanyat de Sir Robert Gordon i quatre persones més, per determinar si de fet era la capacitat de Van Leeuwenhoek d'observar i raonar amb claredat, o potser, les teories de la vida de la Royal Society la que podria requerir una reforma. Finalment, el 1677, les observacions de Van Leeuwenhoek van ser totalment reconegudes per la Royal Society.
Antonie van Leeuwenhoek va ser elegit membre de la Royal Society el febrer de 1680 per nominació de William Croone, un metge destacat aleshores. Van Leeuwenhoek es va sorprendre per la nominació, que considerava un gran honor, tot i que no va assistir a la cerimònia d'entronització a Londres, ni va assistir mai a una reunió de la Royal Society. Va fer pintar el seu retrat per Jan Verkolje amb el certificat signat per Jaume II d'Anglaterra sobre la taula al seu costat.

### Fama científica
A finals del segle xvii, Van Leeuwenhoek tenia el monopoli virtual de l'estudi i el descobriment microscòpic. El seu contemporani Robert Hooke, un dels primers pioners del microscopi, va lamentar que el camp s'hagués recollit completament sobre les espatlles d'un sol home. El 1673, la seva primera carta es va publicar a la revista de la Royal Society de Londres. Al llarg dels anys, va rebre la visita de moltes persones notables que van contemplar les criatures diminuts. Un dels primers va ser Jan Swammerdam. Cap a l'any 1675 fou Johan Huydecoper, que estava molt interessat en la recollida i el cultiu de plantes per a la seva finca Goudestein, esdevenint el 1682 gerent de l'Hortus Botanicus Amsterdam. Van visitar Christiaan Huygens, Leibniz (1676), John Locke (1678, 1685), Jaume II d'Anglaterra (1679), Guillem III d'Orange, Maria II d'Anglaterra i Thomas Molyneux (el 1685). L'octubre de 1697, Van Leeuwenhoek va visitar el tsar Pere el Gran en el seu vaixell, amarrat a l’Schie o l’Arsenal. En aquesta ocasió va obsequiar al tsar amb un observador d'anguiles, perquè en Pere pogués estudiar la circulació sanguínia quan volgués. El 1706 era Govert Bidloo; el 1714 Richard Bradley (botànic), el 1716 Herman Boerhaave i Frederik Ruysch. Per a la decepció dels seus convidats, Van Leeuwenhoek es va negar a revelar els microscopis d'avantguarda en què va confiar per als seus descobriments, en lloc de mostrar als visitants una col·lecció de lents de qualitat mitjana.

## Tècniques

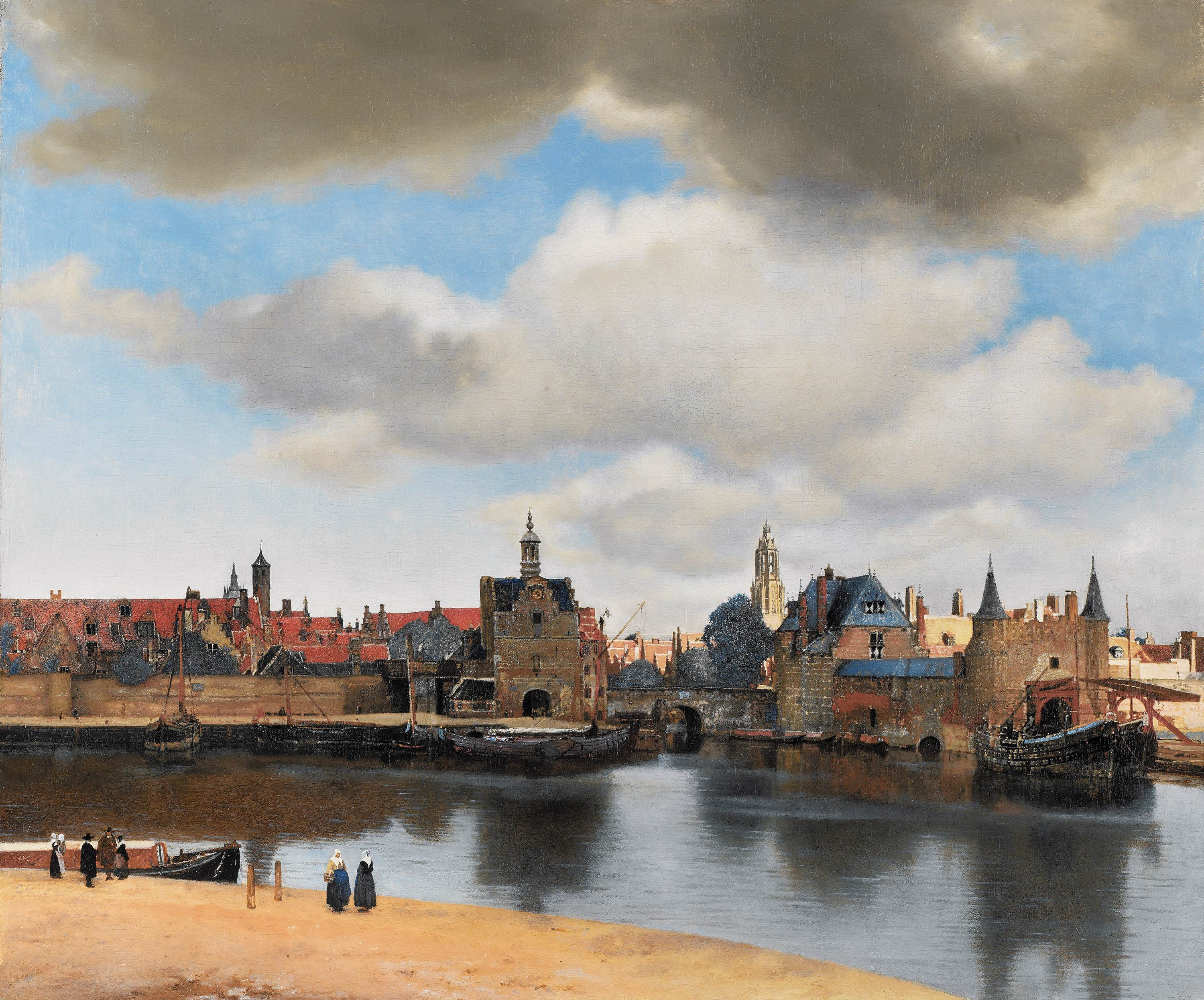
Van Leeuwenhoek va néixer prop de l'Oostpoort. Vista de Delft des de l'est per Johannes Vermeer

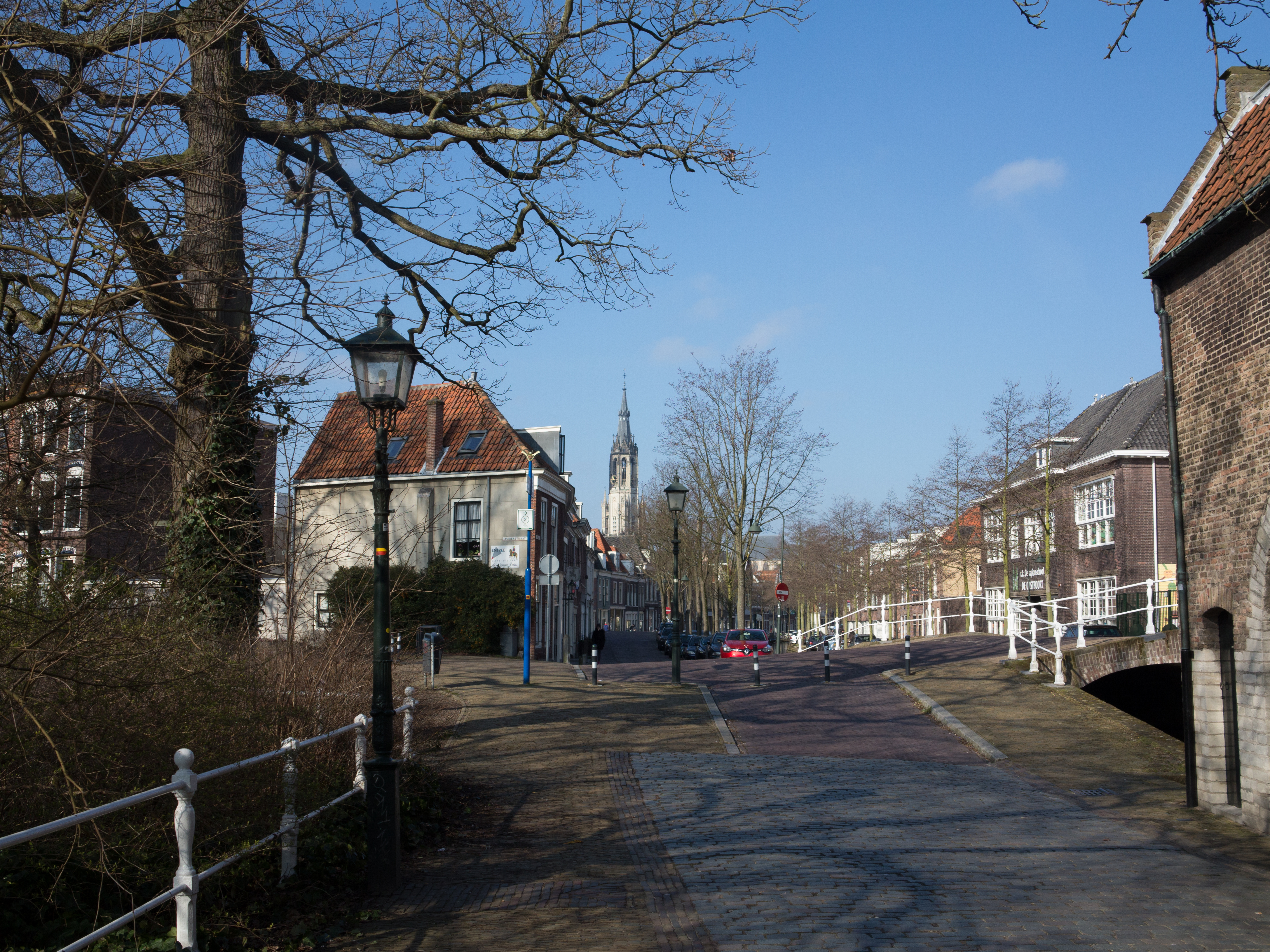
Delft, straatzicht Oosteinde vanaf de Oostpoort

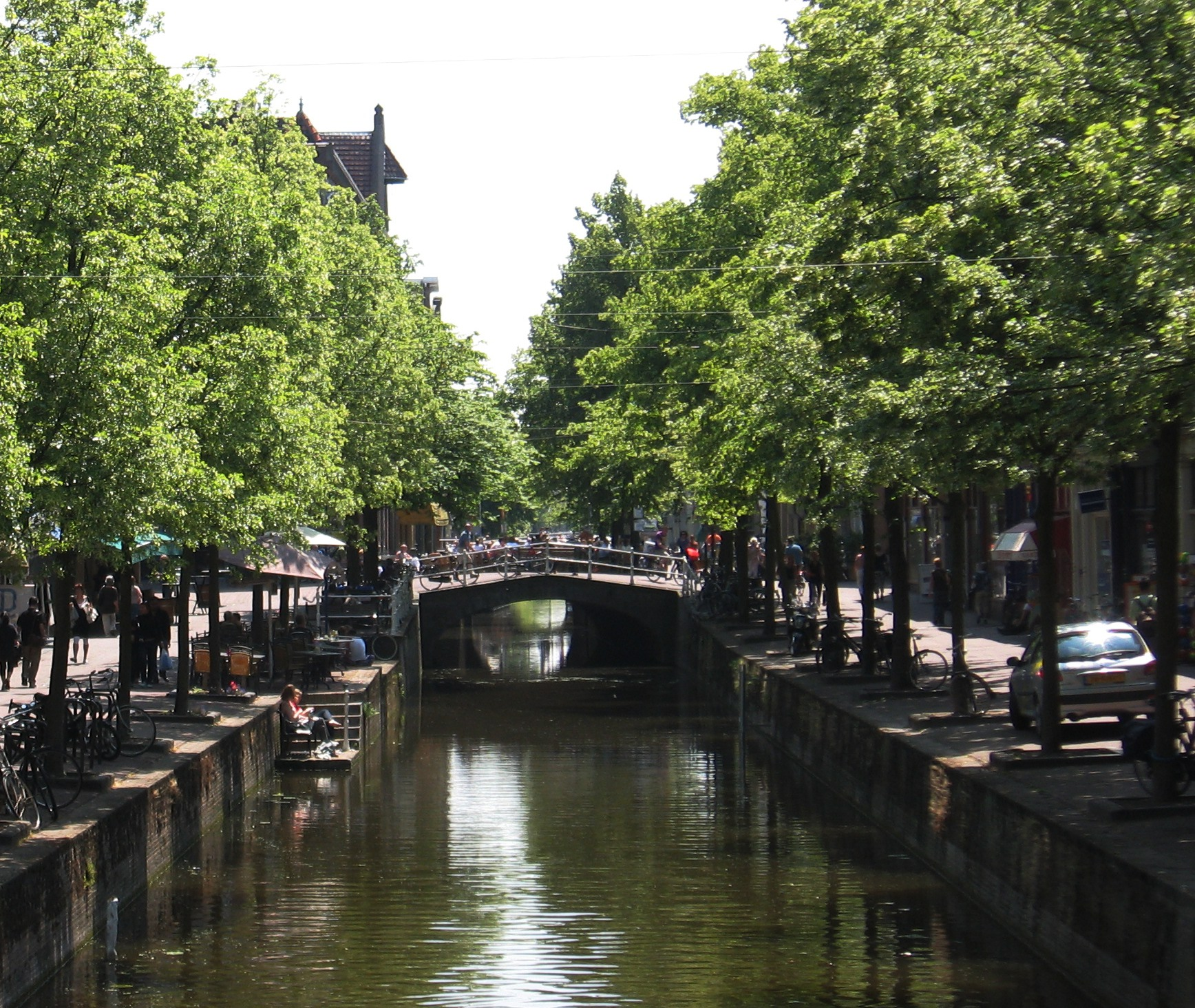
Van Leeuwenhoek vivia a Oude Delft, prop de Warmoesbrug sobre Hippolytusbuurt

Antonie van Leeuwenhoek va fabricar més de 500 lents òptiques. També va crear almenys 25 microscopis de lent única, de diferents tipus, dels quals només nou han sobreviscut. Aquests microscopis estaven fets amb marcs de plata o coure, amb lents fetes a mà. Els que han sobreviscut són capaços d'augmentar-se fins a 275 vegades. Se sospita que Van Leeuwenhoek posseïa uns microscopis que podien augmentar fins a 500 vegades. Tot i que ha estat àmpliament considerat com un dilettant o amateur, la seva investigació científica va ser d'una qualitat notable.
Els microscopis de lent única de Van Leeuwenhoek eren dispositius relativament petits, el més gran d'uns 5 cm de llarg. S'utilitzen col·locant la lent molt a prop davant de l'ull. L'altre costat del microscopi tenia un passador, on s'acoblava la mostra per mantenir-se a prop de la lent. També hi havia tres cargols per moure el pin i la mostra al llarg de tres eixos: un eix per canviar el focus i els altres dos eixos per navegar per la mostra.
Van Leeuwenhoek va mantenir durant tota la seva vida que hi ha aspectes de la construcció del microscopi que només guardo per a mi, en particular el seu secret més crític de com va fer les lents. Durant molts anys ningú va poder reconstruir les tècniques de disseny de Van Leeuwenhoek, però el 1957, CL Stong va utilitzar la fusió de fil de vidre prim en lloc de polir, i va crear amb èxit algunes mostres de treball d'un microscopi de disseny de Van Leeuwenhoek. Aquest mètode també va ser descobert independentment per A. Mosolov i A. Belkin a l’Institut Mèdic Estatal Rus de Novosibirsk. El maig de 2021, investigadors dels Països Baixos van publicar un estudi de tomografia de neutrons no destructiva d'un microscopi Leeuwenhoek. Una imatge en particular mostra una lent esfèrica de tipus Stong/Mosolov amb una sola tija de vidre curta adjunta (Fig. 4). Aquestes lents es creen estirant un filament de vidre extremadament prim, trencant el filament i fusionant breument l'extrem del filament. L'article de tomografia nuclear assenyala que aquest mètode de creació de lents va ser ideat per primera vegada per Robert Hooke en lloc de Leeuwenhoek, la qual cosa és irònic donada la sorpresa posterior de Hooke davant les troballes de Leeuwenhoek.